# Odiseja
Odiseja (Oδύσσεια) jedan je od dva grčka epa koji se pripisuju pjesniku Homeru. Opisuje pustolovine grčkog junaka Odiseja. Aleksandrijski su filolozi podijelili „Odiseju” u 24 pjevanja prema broju slova u grčkom alfabetu. Sastoji se od 12 110 heksametara.

## Opis
Radnja cijele „Odiseje” traje samo 41 dan. Nakon završetka desetogodišnjeg Trojanskog rata, Odisej se vraća kući, svome sinu Telemahu i vjernoj ženi Penelopi. Opisuje se kako su prosci njegove žene Penelope trošili njegov imetak i kako je on, nakon 20 godina izbivanja, poubijao prosce.

## Sadržaj
- I. pjevanje:

Pjesnik nas uvodi u radnju in medias res govoreći kako bogovi odlučuju da je vrijeme da se Odisej vrati kući, pošto je sedam godina bio zatočen na otoku s nimfom Kalipso. Atena odlučuje posjetiti njegova sina Telemaha na Itaki.
- II. pjevanje:

Atena se pojavljuje u liku Mentora i govori Telemahu kako osjeća da će mu se otac uskoro vratiti te ga ohrabruje. Prosci nemilosrdno troše Odisejev imetak i nestrpljivo čekaju da Penelopa izabere supružnika jer svi smatraju kako je Odisej odavno mrtav. Penelopa ih je godinama varala govoreći kako će se udati čim satka tkaninu za mrtvoga muža. No, ona je svake noći uništavala ono što bi danju satkala. Na posljetku se za to saznalo te prosci žele da se odluči.
- III. pjevanje:

Telemah putuje na otok Pil gdje mu kralj Nestor govori o sudbini mnogih junaka. Telemah zatim odlazi u Spartu posjetiti kralja Menelaja.
- IV. pjevanje:

Menelaj govori Telemahu kako je saznao da je Odisej zarobljen na otoku s nimfom.
- V. pjevanje:

Zeus šalje Hermesa, glasnika bogova, na otok k nimfi Kalipsi te joj govori kako joj bogovi naređuju da pusti Odiseja. Ona to nevoljko učini te otpravi Odiseja koji čamcem ode s otoka. No, bog Posejdon uništi njegov čamac te Odisej jedva preživi.
- VI. pjevanje:

Odiseja je na feničkoj obali probudio smijeh djevojaka u blizini. Bile su to Nausikaja, kraljeva kći i njene sluškinje. Ona mu govori kako da sretno stigne do kraljevih dvora.
- VII. pjevanje:

Atena se pretvara u djevojčicu i vodi Odiseja do dvora kako ga nitko ne bi vidio i raspitivao se.
- VIII. pjevanje:

Kralj Alkinoj priređuje zabavu u Odisejevu čast. Uz gozbu je mladi pjevač pjevao o Trojanskome ratu, spominjući i Odisejeva junaštva, zbog kojih je Odisej gorko zaplakao nekoliko puta. Na posljetku kralj upita Odiseja tko je i zašto plače.
- IX. pjevanje:

Odisej priča sve o svojim pustolovinama. Govori o tome kako je susreo kiklopa Polifema koji mu je pojeo dvojicu ljudi u njegovoj pećini. Na kraju su ga pobijedili tako što ga je Odisej oslijepio.
- X. pjevanje:

Odisej priča dalje kako mu je bog Eol dao vreću. Njegovi su ljudi otvorili tu vreću ne znajući da su u njoj vjetrovi. Ti su ih vjetrovi vratili natrag odakle su došli. Tamo bivaju začarani od čarobnice Kirke koja njegove ljude pretvara u svinje. Hermes daruje Odiseju travu koja sprečava Kirku da pretvori Odiseja u svinju. Potom ona vraća njegovim prijateljima ljudsko obličje i pušta ih da odu, davši Odiseju uputu kako doći do Aheronta i podzemnog svijeta.
- XI. pjevanje:

U podzemnome svijetu Odisej razgovara s Tiresijom te sa svojom majkom i brojnim grčkim junacima poput Ahileja, Herakla i drugih. Tiresija mu govori kako mora proširiti štovanje boga Posejdona koji se ljuti na njega, jer je oslijepio njegova sina Polifema.
- XII. pjevanje:

Zatim je uspio izbjeći sirene tako da je posada začepila uši, a on je bio privezan za jarbol te se nije mogao micati, inače bi ih očarala pjesma sirena pa bi se nasukali. Odisej nastavlja pripovijedati kako je plovio i prošao dvije nemani - Scilu i Haribdu. Zatim priča kako su stigli na otok gdje je njegova posada ignorirala Odisejeva upozorenja i žrtvovala stoku boga Helija Hiperiona. Zeus se razljutio i munjom uništio Odisejev brod te je samo Odisej preživio.
- XIII. pjevanje:

Odisej se vraća na Itaku. Atena mu pomaže i daje mu upute. On odlazi svome vjernome svinjaru, pošto ga je Atena pretvorila u prosjaka tako da ga nitko ne može prepoznati.
- XIV. pjevanje:

Svinjar Eumaj priča Odiseju o svome gospodaru. Odisej vidi kako mu je sluga vjeran sve te godine i obećava mu da će se Odisej vratiti.
- XV. pjevanje:

Atena govori Telemahu kako ga prosci žele ubiti i nalaže mu da se vrati kući, davši mu upute. Istovremeno, Eumaj priča Odiseju o svojoj prošlosti.
- XVI. pjevanje:

Telemah izbjegava zasjedu prosaca te, po Ateninim uputama, odlazi Eumaju gdje mu se Odisej razotkriva.
- XVII. pjevanje:

Odisej se vraća u dvor te prosi hranu od prosaca kako bi vidio njihovu moralnost. Na ulazu ga je prepoznao njegov pas Argo koji od sreće umire.
- XVIII. pjevanje:

Na dvoru se pojavljuje pravi prosac te se on i Odisej posvade i potuku, što su ostali prosci ohrabrivali. Odisej svlada prosca.
- XIX. pjevanje:

Penelopa upita Odiseja zna li što o njenome mužu, on joj obeća da će se on vratiti, ali joj ne otkriva svoj identitet. Penelopa nalaže sluškinji da ga opere, a ona prepozna Odisejev ožiljak. Odisej joj nalaže da šuti i govori joj o svome naumu.
- XX. pjevanje:

Penelopa sanja ružan san, ali je Atena umiruje. Sljedeće jutro Odisej traži znak, a Zeus pošalje munju iz vedra neba.
- XXI. pjevanje:

Penelopa organizira streljačko natjecanje - udat će se za pobjednika. Iznesen je Odisejev luk, ali ga nitko od prosaca ne može potegnuti, čak ni Antinoj, glavni među njima. Htjeli su odgoditi natjecanje, ali Odisej, prerušen kao prosjak, potegne luk i pošalje strijelu kroza sve sjekire.
- XXII. pjevanje:

Odisej i Telemah ubijaju sve prosce.
- XXIII. pjevanje:

Odisej otkriva Penelopi svoj identitet. Ona nije bila sigurna je li to istina te ga upita za njihov tajni znak. Naime, Odisejev je krevet napravljen od živa maslinova drveta i nitko ga ne može pomaknuti, a samo su njih dvoje to znali. Presretna mu se potom baci u naručje.
- XXIV. pjevanje:

Duše prosaca silaze u Had. Odisej se otkriva ocu Laertu. Itačani se žele boriti s Odisejem jer je pobio prosce, ali Atena sprečava sukob i miri obje strane.

## Citati
| - Invokacija „Odiseje” (preveo Tomo Maretić) O junaku mi kazuj, o Muzo, o prometnom onom Koji se mnogo naluto razorivši presvetu Troju Gradove ljudi mnogih on vidje i ćud im spozna I mnoge na moru jade pretrpje u srcu svojem Za dušu svoju se boreć i povratak svojih drugova Ali ni tako drugova on ne spase, ako i želje Jer smrt nađoše sami zbog svojega drskoga grijeha Jesti idući stado, ludaci, Hiperiona Helija, koji je dan za povratak uzeo njima I nama, Zeusova kćeri, pripovjedi o tome svemu! |  | |
| - Invokacija „Odiseje” (grčki izvornik) Ἄνδρα μοι ἔννεπε, Μοῦσα, πολύτροπον, ὃς μάλα πολλὰ πλάγχθη, ἐπεὶ Τροίης ἱερὸν πτολίεθρον ἔπερσε· πολλῶν δ’ ἀνθρώπων ἴδεν ἄστεα καὶ νόον ἔγνω, πολλὰ δ’ ὅ γ’ ἐν πόντῳ πάθεν ἄλγεα ὃν κάτα θυμόν, ἀρνύμενος ἥν τε ψυχὴν καὶ νόστον ἑταίρων. Ἀλλ’ οὔδ΄ ὣς ἑτάρους ἐρρύσατο, ἱέμενός περ· αὐτῶν γὰρ σφετέρῃσιν ἀτασθαλίῃσιν ὄλοντο, νήπιοι, οἳ κατὰ βοῦς Ὑπερίονος Ἠελίοιο ἤσθιον· αὐτὰρ ὃ τοῖσιν ἀφείλετο νόστιμον ἦμαρ. Τῶν ἁμόθεν γε θεά, θύγατερ Διός, εἶπε καὶ ἡμῖν.    |  | - Invokacija „Odiseje” (grčka transliteracija) Ạndra moi ẹnnepe, Moụsa, polỵtropon, họs mala pọlla plạnchthē, epeị Troiẹ̄s hierọn ptoliẹthron epẹrse; pọllōn d'ạnthrōpọ̄n iden ạstea kaị noon ẹgnō, pọlla d' ho g' ẹn pontọ̄ pathen ạlgea họn kata thỵmon, ạrnymenọs hēn tẹ psychẹ̄n kai nọston hetaịrōn. ạll' oud' họ̄s hetaroụs errhỵsato, hịemenọs per; aụtōn gạr spheterẹ̄sin atạsthaliẹ̄sin olọnto, nẹ̄pioi, hoị kata boụs Hyperịonos Ẹ̄elioịo ẹ̄sthion; aụtar ho toịsin apheịleto nọstimon ẹ̄mar. Tọ̄n hamothẹn ge, theạ, thygatẹr Dios, eịpe kai hẹ̄min. |

## Djelo
- Odiseja  Arhivirana inačica izvorne stranice od 24. kolovoza 2005. (Wayback Machine) (engl.)
- Odiseja (grč.)